# Edgar Rubin

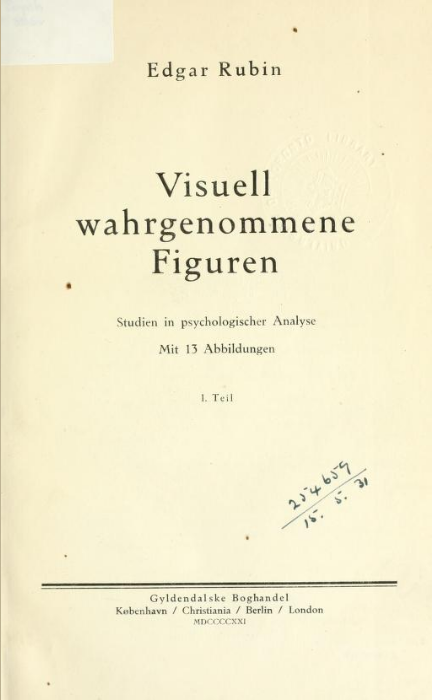
Tesi doctoral "Figures Visuals" d'Edgar Rubin traduïda a l'alemany

Edgar John Rubin (Copenhaguen, 6 de setembre de 1886 - 3 de maig de 1951) va ser un psicòleg danès, conegut per les seves teories sobre les il·lusions òptiques basades en la percepció de formes i figures, les quals van ser plantejades per primera vegada en la seva tesi doctoral Synsoplevede Figurer ("Figures Visuals").

## Biografia
Edgar Rubin va néixer en una família jueva benestant a la capital danesa, Copenhaguen, l'any 1886, fruit del matrimoni entre David i Carolina Rubin. Als sis anys va començar l'escolarització en el centre privat Slomann, on impartien una educació de caràcter liberal que es contraposava amb la preeminència d'escoles tradicionals al país, conegudes com a Latin Schools. Allà va obtenir resultats excel·lents, que el van conduir a començar els estudis de filosofia i psicologia a la Universitat de Copenhaguen l'any 1904 on, sis anys després, acabaria el seu grau. Abans d'ingressar a la universitat, però, va aprofitar l'estiu per viatjar amb el seu amic Vilhelm Slomann d'Alemanya a Àustria. El trajecte va arrencar navegant amb vaixell de vapor fins a Lübeck, dirigint-se llavors cap a Berlín i Dresden, entre altres llocs.
En acabar els seus estudis universitaris, el 1911, Rubin es va traslladar a Göttingen (Alemanya) on va treballar dos anys al laboratori del psicòleg Georg Elias Müller (1850-1934). Müller de seguida el va encoratjar a iniciar una investigació sobre la percepció de figures visuals segons l'angle de visió i la seva mida.
No va ser fins al 1915 que l'estudiant va presentar la seva tesi doctoral Synsoplevede Figurer ("Figures Visuals"). L'estudi formulava per primer cop la teoria sobre la diferenciació figura-fons en la percepció de figures. Va ser gràcies a aquesta tesi que Rubin va adquirir un fort reconeixement com a psicòleg, fins al punt que l'any 1922 va ser nomenat catedràtic i director del Laboratori de Psicologia de Copenhaguen. Paral·lelament, va començar a impartir classes de ciències naturals i física a l'escola on havia estudiat de petit. Més endavant començaria a treballar com a professor de psicologia a la Universitat de Copenhaguen, professió que va mantenir fins a la seva mort, el 1951. Prèviament, aquesta plaça l'havia ocupat Alfred Lehmann, antic professor de Rubin.
L'any 1932 el psicòleg va esdevenir president del 10è Congrés Internacional de Psicologia, sent ja el dirigent de l'Associació Danesa per la Filosofia i Psicologia. Durant la Segona Guerra Mundial, els alemanys van ocupar Dinamarca i Rubin es va refugiar a Suècia. Quan va acabar-se el conflicte, va retornar al seu país, on finalment va morir a causa d'una llarga malaltia causada, en part, per la duresa del seu exili a Suècia.

## La segregació figura-fons
En la seva obra de dos volums Synsoplevede Figurer. Studier i psykologisk Analyse, publicada l'any 1915, Rubin exposa la seva teoria sobre la segregació figura-fons. L'estudi parteix d'un conjunt d'imatges en les quals s'inverteix de manera espontània la figura amb el fons desencadenant en múltiples interpretacions. En percebre una secció concreta del pla com a figura, l'altra esdevé automàticament el seu fons. Generalment són dibuixos simples que combinen el blanc i el negre per identificar o bé la figura o bé el fons en funció de com s'observi.
Abans de l'aportació de Rubin, l'opinió general defensava que el fenomen de les figures ambivalents depenia de factors com l'atenció, la percepció i la claredat. Rubin va desmentir la suposició i va afirmar que la figura d'un camp, mentre faci la funció de fons, no tindrà un grau de claredat molt baix sinó que directament no en tindrà cap, ja que en aquell moment no existirà com a figura. La psicologia de la Gestalt va contribuir a la tesi estipulant un conjunt de preceptes que configuren els mecanismes de percepció de la figura, entre els quals trobem la mida relativa o bé el contrast. És a dir, el nostre sistema visual és més susceptible a reconèixer com a figura una forma petita i contrastada abans que una forma més extensa i amb poc contrast, que per naturalesa establirem com a fons. Existeixen també altres característiques -més secundàries- que faciliten aquesta associació, com per exemple la convexitat o la simetria.
D'acord amb la teoria de Rubin, és necessari distingir la forma i, per extensió, la figura per identificar un objecte. No obstant, Mary A. Peterson i Bradley S. Gibson diferien d'aquesta darrera afirmació i van dur a terme un experiment conjunt el 1994 que demostrava l'existència d'un altre factor determinant en el reconeixement d'un objecte: la familiaritat. El plantejament de Peterson i Gibson afirmava que abans de la segregació figura-fons, l'observador detectava els objectes coneguts de manera que inconscientment dificultava la reversibilitat de la imatge.
Més endavant, el 1996, Jon Driver i C.Gordon Baylis van aprofundir en la matèria i van suggerir que, quan existeixen dues àrees contigües (com són la figura i el fons), aquestes poden separar-se mitjançant una línia que delimiti el contorn. Aquesta línia es pot assignar a qualsevol de les formes presents a la imatge però, un cop atribuïda, aquella passarà a ser instantàniament una figura -mentre que la resta de components del camp visual formaran part del fons-.

### Principis sobre la segregació figura-fons
1. La figura és considerada com un objecte, mentre que el fons es concep com un espai.
2. El fons generalment es percep com una superfície contínua darrere de la figura.
3. La figura sembla estar més a prop de l'observador. El fons no té una ubicació concreta en el pla, però en la majoria de casos s'interpreta de manera distant respecte la posició on està inscrita la figura.
4. La figura tendeix a generar un impacte visual superior al del fons i per això, és més fàcil recordar-la[7] (aquesta teoria sovint s'aplica en campanyes publicitàries a l'hora de dissenyar els seus logotips, amb l'objectiu de generar una major impressió en el públic client).

## Gerro de Rubin
El gerro de Rubin (conegut també com la cara de Rubin o el gerro de figura-fons) és un conjunt d'il·lusions òptiques cognitives desenvolupades per primera vegada a la tesi doctoral del psicòleg danès el 1915. Aquest treball va presentar influències posteriors, tant en el camp de la ciència com en el món de l'art. Es poden apreciar referències en estudis d'experts de la Psicologia de la Gestalt, com Max Wertheimer i Kurt Koffka, o bé en obres d'artistes del moviment surrealista com Salvador Dalí o Giuseppe Arcimboldo.
La il·lusió presenta a l'espectador dues interpretacions possibles de la mateixa imatge, ambdues igual de vàlides: una és la visualització de dues cares de perfil sobre un fons blanc, i l'altra és un gerro blanc sobre un fons negre. Les dues interpretacions mai podran ser vistes simultàniament.

### Antecedents del Gerro de Rubin

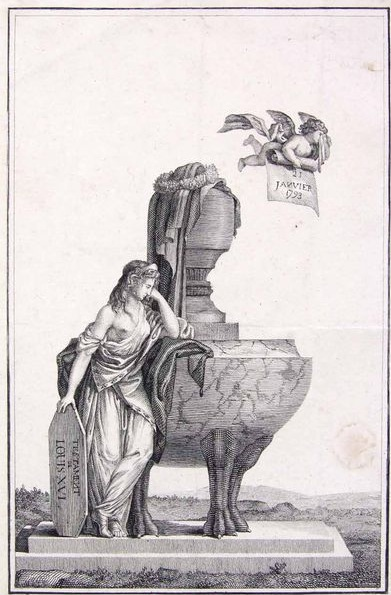
Gravat on apareix el nom de Lluís XVI, el seu perfil retallat en el contorn de l'urna funerària i la data de la seva mort

En temps de la Revolució Francesa (1789- 1799), moment en què es volia aconseguir la revocació de la monarquia absolutista de Lluís XVI de França (1754-1793), era preferible no posseir imatges o referències a la reialesa, sent aquestes considerades com a evidència contrària a la revolució. En aquest període convuls, la família reial, per tal de seguir perpetuant la seva potestat, va optar per una via alternativa en l'art que consistia en incloure incisions ocultes dels seus respectius perfils en gravats sobre paper premsat, enganxat o assecat.

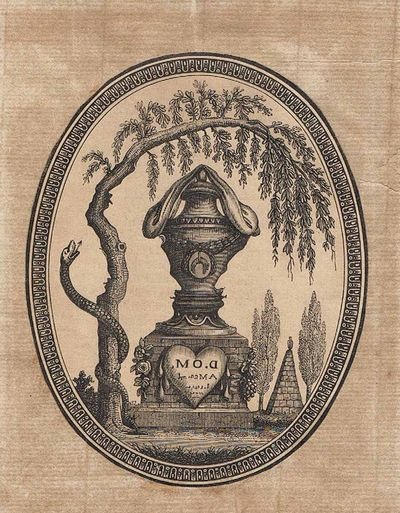
Gravat que conté els perfils de tots els membres de la família reial francesa

Aquests gravats representen un homenatge a Lluís XVI i als seus familiars. En la majoria d'aquestes obres apareixen dos elements recurrents en els quals es pot identificar els perfils ocults de la família real: un salze ploraner i una urna funerària. En el cas de l'urna funerària, a ambdues bandes de la figura podem diferenciar la silueta del matrimoni reial francès: al costat dret trobem el rostre de Lluís XVI i, a l'extrem esquerre, el de Maria Antonieta d'Àustria (1755-1793). Pel que fa al salze ploraner, s'entreveu la silueta dels seus fills, com el perfil de Maria Teresa Carlota (1778-1851), àlies Madame Royale, o bé el de Lluís Josep (1781-1789), hereu delfí de França. Sovint trobem també a altres parentius il·lustrats, com la germana del monarca, Isabel de França (1764-1794), coneguda com a Madame Isabel.

L'existència d'aquests efectes òptics existents en arts plàstiques dedicades a la monarquia francesa van ser corroborades per Balzac (1799- 1850) en el llibre Scènes de la vie de province, on s'esmenta:
"...dans les contours blancs d'une urne funéraire et du tronc du saule pleureur qui la surmontait, les profils du Roi, de la Reine, de Madame Royale, et enfin de Louis XVII, qui devait être mordu par le serpent de la Révolution."
Anys més tard, Ernst Gombrich (1909- 2001) va afegir un parell d'aquests gravats en el seu llibre: Méditations sur un cheval de bois et autres essais sur la théorie de l'art.

## Altres estudis
A més a més de les teories perceptives, Rubin també va endinsar-se en altres camps científics. Durant les últimes dècades del segle xix, el psicòleg i altres personalitats del moment -com Magnus Blix, Alfred Goldscheider i Maximilian von Frey- van impulsar la recerca i l'estudi sobre el sentit del tacte. Les seves teories partien de la quantitat de punts sensorials en què es pot dividir la pell i la classificació d'aquests punts en funció de dues reaccions possibles a estímuls tèrmics: sensació de calor o de fred.
En aquest context, Maximilian von Frey va exposar la tesi del “fred paradoxal”, que afirma que estimular un punt sensible al fred amb una temperatura càlida (de 50 °C aproximadament) no altera la reacció d'aquest. És a dir, si a un punt sensorial fred se li aplica calor, aquest sempre l'interpretarà com si de fet el focus de temperatura fos fred, ja que està predisposat d'aquesta manera.
Posteriorment, influenciat per von Frey, Rubin va teoritzar la “calor paradoxal”, corroborant l'efecte contrari: un estímul fred (entre 0,1- 1,5 °C per sota de la temperatura de la pell) aplicat a un punt sensible a la calor, serà sempre percebut com un estímul calent.